# Orquestra Simfònica de Baltimore
La Baltimore Symphony Orchestra (BSO) és una orquestra simfònica nord-americana amb seu a Baltimore, Maryland. El Baltimore SO té la seva residència principal al "Joseph Meyerhoff Symphony Hall", on fa més de 130 concerts a l'any. El 2005, va començar amb actuacions regulars al "Music Center" de Strathmore a Bethesda.
La directora musical més recent del Baltimore SO va ser Marin Alsop, la primera directora dona en el càrrec, des del 2007 fins al 2021. L'actual assessor artístic de l'orquestra és James Conlon. El director musical designat per l'orquestra és Jonathon Heyward.

## Història
Fundada el 1916, la Baltimore SO és l'única orquestra nord-americana important establerta originalment com a branca del govern municipal. Reorganitzat com a institució privada el 1942, manté estretes relacions amb els governs i comunitats de la ciutat i els comtats circumdants, així com amb l'estat de Maryland.
La història moderna del Baltimore SO data de 1965, quan el mecenes de les arts de Baltimore Joseph Meyerhoff es va convertir en president de l'Orquestra, càrrec que va ocupar durant 18 anys. Meyerhoff va nomenar director musical d'origen romanès Sergiu Comissiona. Altres directors musicals han inclòs Iuri Temirkànov, director musical del 2000 al 2006, que posteriorment va prendre el títol de director musical emèrit.
El setembre de 2007, Marin Alsop es va convertir en el 12è director musical del Baltimore SO, després d'haver estat designat com a director musical per a la temporada de concerts 2006–2007. L'anunci del seu nomenament l'any 2005 va causar polèmica, sobre els informes que els intèrprets de l'orquestra afirmaven que no havien tingut prou veu en el procés de cerca. L'orquestra i Alsop es van reunir després de l'anunci i van suavitzar algunes de les seves diferències. El contracte d'Alsop es va ampliar posteriorment el 2009 i el 2013. El febrer de 2020, el Baltimore SO va anunciar que Alsop havia de concloure la seva direcció musical de l'orquestra al tancament de la temporada 2020-2021 i, posteriorment, agafaria el títol de director musical llorejat.<reg name="Boston, 6"> https://web.archive.org/web/20210923153141/https://www.bsomusic.org/about/press-releases/press-release/2019-2020-press-releases/baltimore-symphony-orchestra-music-director-marin-alsop-to-conclude-14-year-tenure-with-2020-21-season//(Press release). Baltimore Symphony Orchestra. February 26, 2020. Archived from the original on September 23, 2021. Retrieved February 29, 2020.</ref>
El 2016, el Baltimore SO va nomenar Tonya McBride Robles com a vicepresidenta i directora general.<reg name="Boston, 7">Baden, Tom (May 31, 2016)./https://en.wikipedia.org/wiki/Main_Page/The Daily Record. Retrieved June 13, 2016.The Daily Record. Retrieved June 13, 2016.</ref> El febrer de 2017, Peter T. Kjome es va convertir en president i conseller delegat (CEO) de l'orquestra. Durant l'estiu del 2019, els músics de l'orquestra van quedar tancats, on els problemes laborals que es discutien incloïen l'estatus continu de l'orquestra com a conjunt de 52 setmanes per any.<reg name="Boston, 8">Charles T. Downey (June 17, 2019)./https://washingtonclassicalreview.com/2019/06/17/baltimore-symphony-locks-out-musicians-over-stalled-contract-talks/Washington Classical Review. Retrieved November 20, 2020.</ref> El setembre de 2020, l'acord de contracte més recent entre la direcció i els músics va confirmar l'estatus de 52 setmanes per any dels músics, amb reduccions salarials arran de les pèrdues financeres relacionades en part amb la pandèmia de la COVID-19.<reg name="Boston, 9">Charles T. Downey (August 28, 2020)./https://washingtonclassicalreview.com/2020/08/28/baltimore-symphony-orchestra-reaches-five-year-contract-agreement/Washington Classical Review. Retrieved November 20, 2020.</ref> L'abril de 2021, l'orquestra va anunciar que Kjome renunciaria com a president i conseller delegat després del tancament del seu contracte el gener de 2022.<reg name="Boston, 10"> https://www.bsomusic.org/misc/bso-updates/message-from-bso-president-and-ceo-peter-kjome//(Press%5BEnllaç+no+actiu%5D release). Baltimore Symphony Orchestra. April 26, 2021. Retrieved April 27, 2021.</ref> L'abril de 2022, l'orquestra va anunciar el nomenament de Mark C. Hanson com el seu proper president i conseller delegat, a partir del 21 d'abril de 2022.<reg name="Boston, 11"> https://www.bsomusic.org/about/press-releases/press-release/2020-21-press-releases/the-baltimore-symphony-orchestra-names-mark-c-hanson-as-new-president-and-ceo//(Press%5BEnllaç+no+actiu%5D release). Baltimore Symphony Orchestra. April 5, 2022. Retrieved September 14, 2023.</ref>
El novembre de 2020, l'orquestra va anunciar el nomenament de James Conlon com a assessor artístic, efectiu amb la temporada 2021-2022, per un període de tres temporades, una cita inusual perquè Conlon no havia dirigit l'orquestra abans d'aquest anunci.<reg name="Boston, 12"> https://www.bsomusic.org/misc/bso-updates/baltimore-symphony-orchestra-appoints-james-conlon-as-artistic-advisor//(Press%5BEnllaç+no+actiu%5D release). Baltimore Symphony Orchestra. November 17, 2020. Retrieved November 20, 2020.</ref> Conlon va dirigir el seu primer concert amb l'orquestra l'octubre de 2021.<reg name="Boston, 13">Charles T. Downey (October 2, 2021)/https://washingtonclassicalreview.com/2021/10/02/conlons-sumptuous-performance-of-neglected-rarities-steers-baltimore-symphony-in-a-fresh-new-direction/Washington Classical Review. Retrieved October 12, 2021.</ref> El personal de direcció addicional actual de l'orquestra és el següent:
- #Jack Everly: director principal de pops
- #Jonathan Rush: ajudant de direcció
- #Wordsmith: company artístic

El març de 2022, Jonathon Heyward va dirigir l'orquestra per primera vegada com a convidat. Va tornar com a director convidat l'abril de 2022 per a un concert benèfic per a Ucraïna. El juliol de 2022, l'orquestra va anunciar el nomenament d'Heyward com el seu proper director musical, efectiu amb la temporada 2023-2024, amb un contracte inicial de 5 anys.<reg name="Boston, 14"> https://www.bsomusic.org/about/press-releases/press-release/2020-21-press-releases/jonathon-heyward-is-named-music-director-of-baltimore-symphony-orchestra//(Press%5BEnllaç+no+actiu%5D release). Baltimore Symphony Orchestra. July 21, 2022. Retrieved July 24, 2022.</ref> Heyward és el primer director de color a ser nomenat director musical de l'Orquestra Simfònica de Baltimore.<reg name="Boston, 15">/Javier C. Hernández (July 21, 2022)./https://www.nytimes.com/2022/07/21/arts/music/jonathon-heyward-baltimore-symphony-orchestra.html/The New York Times. Retrieved July 24, 2022.</ref>

## Sales de concerts/espais d'espectacles
Sala Simfònica Joseph Meyerhoff
El "Joseph Meyerhoff Symphony Hall" ha estat la llar del Baltimore SO des de la seva obertura el 16 de setembre de 1982. Anomenat per l'home de negocis i filantrop Joseph Meyerhoff, el saló de 2.443 seients ha estat renovat el 1990 i de nou el 2001.<reg name="Boston, 16">Leo Beranek, Concert Halls and Opera Houses, 2nd ed. New York: Springer, 2007 ISBN 0-387-95524-0 pp. 33–46.</ref>
El Music Center de Strathmore
La segona residència de l'orquestra és el "Music Center de Strathmore", amb 1.976 seients, situat a North Bethesda, Maryland. Amb l'obertura del "Music Center a Strathmore" el febrer de 2005, la Baltimore Symphony es va convertir en la primera orquestra del país amb sales durant tot l'any en dues àrees metropolitanes. Com a soci fundador i orquestra resident del "Music Center", el Baltimore SO presenta 35 actuacions a la sala de concerts anualment.
A més de les seves residències a Baltimore i Strathmore, l'orquestra actua regularment a Frederick, la seva sèrie de concerts més llarga i continuada, així com al "Chesapeake College" de Wye Mills (Maryland).

## Estrenes destacades
L'Orquestra Simfònica de Baltimore ha encarregat diverses obres a compositors nord-americans, que inclouen:
- Christopher Rouse: Symphony No. 1 (1988)[6]
- Steven Stucky: Son et lumière (1989)[7]
- Stephen Albert: Cello Concerto (1990)[8]
- John Harbison: Symphony No. 3, (1990)[9]
- Philip Glass: Overture for 2012 (2012)[10]
- John Adams: Concert per a saxo (2013)[11]
- Jonathan Leshnoff: Concert per a guitarra, escrit per a guitarrista amb Manuel Barrueco (2014)[12]

## Actuacions/tours
El 1987, el Baltimore SO i el seu llavors director musical David Zinman van emprendre una gira de concerts per Europa i la Unió Soviètica. La Baltimore SO va ser la primera orquestra nord-americana en 11 anys a fer una gira per la Unió Soviètica després que les relacions culturals es reprenguessin cap al final de la guerra soviètica a l'Afganistan. Amb Zinman, l'orquestra va fer les seves primeres visites a Chicago i al centre-oest dels Estats Units el 1990 i a l'Àsia oriental] el 1994, amb gires posteriors a l'Àsia oriental el 1997 i el 2002. El Baltimore SO ha aparegut sovint al Carnegie Hall, inclòs un concert el febrer de 2008. amb l'estrena a Nova York del concert de percussió Time Release de Steven Mackey amb el solista Colin Currie.

## Divulgació comunitària
El Baltimore SO realitza aproximadament 30 concerts educatius i assajos oberts cada any per a més de 60.000 estudiants de la zona de preescolar a 12è grau. Les iniciatives de la pedra angular inclouen BSO on the Go, un programa que porta grups petits de músics de Baltimore SO a les escoles per a tallers interactius d'educació musical sense cap cost per a les escoles, i concerts Side-by-Side, que permeten als estudiants músics assajar. i realitzar un concert de llarga durada al costat dels músics de Baltimore SO. "Rusty Musicians", un programa dirigit a músics amateurs adults, permet als participants unir-se al Baltimore SO i actuar sota el seu director.

## OrchKids
El maig de 2008, el Baltimore SO va iniciar OrchKids, un programa extraescolar per oferir experiència musical i educació als joves dels barris de baixos ingressos de la ciutat de Baltimore. En col·laboració amb els socis de la comunitat, ofereix educació musical, instruments, àpats i tutoria sense cap cost per als participants. OrchKids dona servei a més de 400 estudiants des de pre-K fins a cinquè grau a "Lockerman Bundy Elementary School", "New Song Academy", "Mary Ann Winterling Elementary School" i "Highlandtown Elementary/Middle School". OrchKids manté una facultat de 27 músics professionals que treballen/ensenyant i professors d'aula d'acadèmia. Els socis empresarials i comunitaris inclouen les escoles públiques de la ciutat de Baltimore, l'institut Peabody, l'escola d'arts de Baltimore, la lliga familiar de Baltimore, la Universitat de Maryland del comtat de Baltimore i altres. El suport de finançament principal es va proporcionar amb regals inicials de 100.000 dòlars de Marin Alsop i 1.000.000 de dòlars de Rheda Becker i Robert Meyerhoff.

## Acadèmia BSO
L'Acadèmia BSO és un programa intensiu d'estudis d'una setmana que ajuda els músics aficionats a millorar les habilitats mitjançant l'aprenentatge i l'actuació amb el BSO i el seu director.<reg name="Boston, 24">Daniel J. Wakin (July 15, 2012)./https://www.nytimes.com/2012/07/15/arts/music/playing-with-the-orchestra-in-baltimore.html?pagewanted=all/https://en.wikipedia.org/wiki/The_New_York_Times/Retrieved April 27, 2021.</ref> La "Fundació Andrew W. Mellon" ha proporcionat suport de lideratge a l'Acadèmia BSO des del 2012.
Rusty Musicians
Dirigit a músics aficionats adults, Rusty Musicians with the BSO és un programa on durant una nit, els músics aficionats estan convidats a unir-se als membres del Baltimore SO a l'escenari per assajar i interpretar un repertori seleccionat dirigit per Marin Alsop. El primer esdeveniment "Rusty Musicians" va ser a Strathmore el febrer de 2010, amb més de 400 músics aficionats participants. El programa es va repetir al "Joseph Meyerhoff Symphony Hall" el setembre de 2010 amb prop de 300 participants amateurs adults.

## Orquestra Jove
La Baltimore Symphony Youth Orchestra (BSYO), abans coneguda com a Greater Baltimore Youth Orchestra, va passar sota el paraigua de l'Orquestra Simfònica de Baltimore l'any 2012. Està formada per tres conjunts diferents, classificats per grups d'edat i experiència: l'Orquestra de cordes (SO), l'Orquestra de Concerts (CO) i l'Orquestra Juvenil (YO). El BSYO actua al "George Washington Carver Center for Arts and Technology" i al "Joseph Meyerhoff Symphony Hall". El BSYO està dirigit pel director artístic Jonathan Rush, que també va dirigir la "Youth Orchestra". L'Orquestra de Corda està sota la batuta de Wesley Thompson, l'Orquestra de Concerts està dirigida per James Woomert i l'Orquestra Juvenil està dirigida per Chris Cicconi.

## Emissions
- # XM Satellite Radio: organitzat pel director del programa XM Classics 110, Martin Goldsmith, cada programa inclou un concert BSO de llarga durada dirigit per Marin Alsop, així com entrevistes entre bastidors amb Alsop i artistes convidats.
- # iTunes Clueless About Classical: organitzats per Marin Alsop, aquests podcasts porten els oients novells entre bastidors amb la BSO, explorant el repertori, els compositors, els conceptes musicals i la vida d'orquestra.
- # Actuació de NPR avui: concerts emesos als Estats Units
- # American Public Media's SymphonyCast: concerts retransmesos als Estats Units

## Enregistraments
- 1962: J.S. Bach: Brandenburg Concert No. 5 in D; Glenn Gould, pianista. Enregistrament privat d'una actuació pública. (Denon/Nippon Columbia, 1989)
- 1980: Respighi: Roman Festivals; Pines of Rome (Vanguard)
- 1981: Saint-Saëns: Symphony No. 3 in C minor, "Organ" (Silverline)
- 1982: Ravel: Alborada del gracioso; Rapsodia espanyola; Piano Concert per la mà esquerra (Ravel) Leon Fleisher, piano (Vanguard)
- 1984: Brahms (orquestrat/Schoenberg): Quartet per a piano veu i cordes No. 1, op. 25, Vox
- 1988: Berlioz: Obertura de Benvenuto Cellini, op. 23; "Escena d'amor" de Roméo et Juliette; "Minuet of the Will-o'-the-Wisps" de The Damnation of Faust; "Dance of the Sylphs" de La condemnació de Faust; "Rakóczy March" de La condemnació de Faust; Obertura Le Corsaire; "Marxa de Troia" de Les Troyens; "Royal Hunt and Storm" de Les Troyens, Sylvia McNair, soprano; Richard Leech, tenor; Nois del Cor de Sant Miquel i Tots els Àngels; Nois del Cor de l'Església Episcopal de Sant David; Cor Simfònica de Baltimore (Telarc)
- 1989: Elgar: Cockaigne; Variations on an Original Theme, op. 36; "Enigma Variations", Serenade for Strings; Salut d'amour; "Love's Greeting" (Telarc)
- 1989++: Barber: Concerto for Cello and Orchestra; Britten: Symphony for Cello and Orchestra, Yo-Yo Ma, cello (Sony Classical)
- 1990: Tchaikovsky: Concerto No. 1 for Piano and Orchestra: Rachmaninof, Rhapsody on a Theme of Paganini, Horacio Gutiérrez, piano (Telarc)
- 1990: Tchaikovsky: Symphony No. 4; Romeo and Juliet Overture-Fantasy (Telarc)
- 1990: Schumann: Symphony No. 1, "Spring", Symphony No. 4 (Telarc)
- 1991: Stravinsky: The Firebird Suite (1919 versió); Petrushka (1947 versió); Fireworks (Telarc)
- 1991: Michael Torke: Green; Purple; Ecstatic Orange; Ash; Bright Blue Music (Argo/London)
- 1991: Berlioz: Roman Carnival Overture; Les Francs-Juges Overture; Symphonie fantastique (Telarc)
- 1991: Schumann: Symphony No. 2; Symphony No. 3 ("Rhenish") (Telarc)
- 1991: Britten: Diversions per a piano mà esquerra i orquestra; Laderman: Concerto for Orchestra, Leon Fleisher, piano (Phoenix USA)
- 1992: Rachmaninoff: Symphony No. 2; "Vocalise"; Sylvia McNair, soprano (Telarc)
- 1992: Barber: Adagio for Strings; Overture to The School for Scandal; First Essay for Orchestra; Music for a Scene from Shelley; Second Essay for Orchestra; Symphony No. 1 (Argo/London),
- 1992: Elgar: Symphony No. 1; Pomp and Circumstance Military Marches Nos. 1 and 2 (Telarc)
- 1992: Christopher Rouse: Symphony No. 1; Phantasmata (Nonesuch)
- 1994: Rachmaninoff: Symphony No. 3; Symphonic Dances (Telarc)
- 1994: Copland: Rodeo; El salón México; Danzón Cubano; Billy the Kid (Argo/London)
- 1994+: Albert: Concerto for Cello and Orchestra; Bartók: Concerto for Viola and Orchestra; Bloch: Hebraic Rhapsody for Cello and Orchestra, "Schelomo", Yo-Yo Ma, violoncel (Sony Classical)
- 1995: Glinka: Overture to Russlan and Ludmilla; Ippolitov-Ivanov: Caucasian Sketches; Rimsky-Korsakov: Russian Easter Overture; Tchaikovsky: Francesca da Rimini; "Polonaise" from Eugene Onegin, (Telarc)
- 1995: Bernstein: "Mambo" from West Side Story; John Adams – The Chairman Dances; Aaron Jay Kernis – New Era Dance; David Schiff – Stomp; Libby Larsen – Collage-Boogie; John Harbison – Remembering Gatsby; Michael Torke – Charcoal; Robert Moran – Points of Departure; Dominick Argento – "Tango" from The Dream of Valentin; Michael Daugherty – Desi; Christopher Rouse – Bonham (Decca)
- 1996: Michael Daugherty: Metropolis Symphony, Bizarro (Argo/London)
- 1997: Gershwin: Concerto in F; Ravel: Piano Concerto in G major, Hélène Grimaud, piano (Erato Records)
- 1997***: Barber: Violin Concerto; Bloch: Baal Shem; Walton: Violin Concerto, Joshua Bell, violin (Argo/London)
- 1997: Bernstein: Candide overture, "Symphonic Dances" from West Side Story; Fancy Free, Facsimile (Argo/London)
- 1998: John Tavener: The Protecting Veil; Wake Up...and Die, Yo-Yo Ma, cello (Sony Classical)
- 1999**: Beethoven: Concerto for Violin and Orchestra in D major, Op. 61; Serenade for Solo Violin, Strings, Harp and Percussion, Hilary Hahn, violin (Sony Classical)
- 2000: Adolphus Hailstork: Intrada; Done Made My Vow; An American Fanfare; I Will Lift Up Mine Eyes (NPR /BSO)
- 2004: Ives: 'They are there!'; Three Places in New England; Holidays, Baltimore Symphony Chorus (Decca)
- 2007: Stravinsky: La consagració de la primavera (iTunes)[13]
- 2007: John Corigliano: Concerto for Violin and Orchestra, The Red Violin, Joshua Bell, violin (Sony Classical)[14]
- 2008: Dvořák: Symphony No. 9 in E minor, From the New World; Symphonic Variations (Naxos)[15]
- 2009*: Bernstein: Mass: A Theatre Piece for Singers, Players and Dancers (Naxos)[16]
- 2009: Mark O'Connor: Americana Symphony; Variations on Appalachia Waltz (OMAC Records)
- 2010: Dvořák: Symphony No. 6 in D major; Nocturne in B major, Scherzo capriccioso (Naxos)[17]
- 2010: Dvořák's Symphony No. 7 in D minor; Symphony No. 8 in G major (Naxos)[18]
- 2010: Gershwin: Rhapsody in Blue; Concerto in F major, Jean-Yves Thibaudet, piano (Decca)
- 2012: Bartók: Music for Strings, Percussion and Celesta; Concerto for Orchestra (Naxos)[19]
- 2012: Mahler: Symphony No. 1, Titan (Naxos)[20]
- 2017: Prokofiev: Romeo and Juliet (Naxos)

- # 2010 Grammy Nominat
- # 2000 Grammy Nominat
- # 1998 Grammy Nominat
- # Guanyador del premi Grammy 1990
- # 1995 Guanyador de dos premis Grammy

## Directors
- Gustav Strube (1917–1930)
- George Siemonn (1930–1935)
- Ernest Schelling (1935–1937)
- Werner Janssen (1937–1939)
- Howard Barlow (1939–1942)
- Reginald Stewart (1942–1952)
- Massimo Freccia (1952–1959)
- Peter Herman Adler (1959–1968)
- Sergiu Comissiona (1969–1984)
- David Zinman (1985–1998)
- Yuri Temirkanov (1999–2006)
- Marin Alsop (2007–2021)
- Jonathon Heyward (2023–present)